# Rosalia Maggio
Pour les articles homonymes, voir Maggio.
Rosalia Maggio, née à Palerme le 1er mai 1921 et morte à Naples le 25 juillet 1995, est une actrice italienne.

## Biographie
Rosalia Maggio est née à Palerme, elle était la fille et sœur de comédiens et acteurs Enzo, Dante, Beniamino et Pupella Maggio.  Elle fait ses débuts sur scène à l'âge de 5 ans en tant qu'artiste enfant. Rosalia Maggio est apparue dans des films, joué des pièces de théâtre, des drames transmis à la radio, participé à des  revues et scènes d'opérette.  Elle est morte de cancer à Naples à 75 ans.

## Filmographie partielle
- 1962 : Les Années rugissantes (Gli anni ruggenti) de Luigi Zampa
- 1963 : La Fille de Parme (La parmigiana) de Antonio Pietrangeli
- 1972 : La longue nuit de l'exorcisme  (Non si sevizia un paperino) de  Lucio Fulci